# ルリゴキブリ
ルリゴキブリ（瑠璃蜚蠊、学名:Eucorydia yasumatsui）は、ゴキブリ目ムカシゴキブリ科に属する昆虫の一種。日本で最も美しいゴキブリと称されることもある。

## 分布
八重山諸島（石垣島、西表島）に分布する。

## 特徴
体長10mm、前翅長10-11mm。
体は丸みを帯びる。オスは暗青色の光沢をもち、構造色となっている。メスは地味な黒色。オスはよく飛ぶが、メスは飛べない。幼虫の体はオスの成虫のように美しい光沢はない。
亜熱帯林に生息するが、発見数の少ない希少種ゆえに生態はあまりわかっておらず、メスの採集記録も少ない。
中国や台湾には、本種よりも大型のオオルリゴキブリ (Eucorydia purpuralis) が分布する。